# 三宅幹子
三宅幹子（みやけ もとこ、1973年 - ）は、日本の心理学者。福山大学人間文化学部心理学科准教授。

## 経歴
岡山県生まれ。広島大学大学院教育学研究科博士課程を修了、博士（心理学）を取得後、福山大学人間文化学部人間文化学科講師を経て、現職。

## 専門
専門は発達心理学、教育心理学。福山大学で教鞭をとるほか、近隣の小学校でピア・サポート・プログラムの実施を通じて、子どもたちの社会性育成の取り組みを行っている。

## 担当授業
- 学部：発達心理学、生徒指導、心理学実験実習、心理学課題実習、心理統計法演習、発達心理学専門ゼミ
- 大学院：発達心理学特論、基礎心理学演習、心理臨床学特別演習

## 著書・訳書
- 現代基礎心理学選書第9巻 分散認知―心理学的考察と教育実践上の意義―（共訳）協同出版　2004年
- わかって楽しい心理統計法入門（共著）北大路書房　2007年